# Paul Gibbard
Pour les articles homonymes, voir Gibbard.
Paul Gibbard est un diplomate canadien.

## Biographie
Il a fait ses études a l'Université de Calgary (BA 1983) et l'Université d'East Anglia (MA 1985). Entre 2010 et 2014, il était l'ambassadeur du Canada au Venezuela,,.